# Елфрік (король Кенту)
Елфрік або Алрік, Елрік (*Ælfric, Ealric, Alric, Alricus, д/н —до 730) — король Кенту з 725 року.

## Життєпис
Походив з династії Ескінгів. Був сином Вітреда, короля Кенту, та Етельбурги. Про нього відомо замало. Навіть викликають суперчності його ім'я — Елфрік (відповідно Беди Преподобному) Алрік (згідно Вільяма Малмсберійського). Можливо також звався Елрік.
У 725 році після смерті батька розділив владу з братами Етельбертом II та Едбертом I. Відомо, що розділив з ними королівство, але яку частину отримав не зустрічається у хроніках. Також замало відомостей про володарювання Елфріка. Тому вважається, що він панував нетрривалий час, напевне до 730 року помер.